# Robbie Shakespeare
Robbie Shakespeare (27. září 1953 Kingston – 8. prosince 2021 Florida) byl jamajský baskytarista a hudební producent, představitel stylu reggae, známý z působení v duu Sly & Robbie.
Na basovou kytaru ho učil hrát Aston Barrett, zpočátku vystupoval se skupinami The Aggrovators a The Revolutionaries, v roce 1974 založil spolu s bubeníkem Sly Dunbarem rytmické duo Sly & Robbie, známé také jako Riddim Twins, které během své existence společně vydalo desítky alb a jejich rytmika byla základem značného množství skladeb dalších interpretů (jeden z odhadů uvádí okolo 200 000 písní). Spojovali původní reggae s aktuálními trendy americké rockové a populární hudby, doprovázeli Boba Marleyho, Petera Toshe, skupiny Mighty Diamonds nebo Black Uhuru.
Jako renomovaní studioví hudebníci hostovali na albech Boba Dylana (Infidels, Down in the Groove), Micka Jaggera (She's the Boss) nebo Joe Cockera (Sheffield Steel). Spolupracovali také se Sinéad O'Connor, Madonnou, Yoko Ono a skupinou No Doubt, Serge Gainsbourg s nimi nahrál skandální reggae verzi Marseillaisy. Spolu s Chakou Demusem začali v devadesátých letech propojovat reggae s elektronickou hudbou. Shakespeare a Dunbar založili také vlastní nahrávací firmu TAXI Records a vydali vlastní alba Rhythm Killers (1987), Friends (1998), Rhythm Doubles (2006) a Dubrising (2014), za Friends získali Grammy Award. Společně složili a nahráli hudbu k jamajskému akčnímu filmu Third World Cop (1999).
Robbie Shakespeare hrál na baskytary Fender Jazz Bass, PRS Guitars a Shecter.